# Otacílio Neto
Otacílio Mariano Neto, noto solo come Otacílio Neto (Orós, 17 novembre 1982), è un ex calciatore brasiliano, di ruolo attaccante.

## Carriera
Nel 2001, Otacílio lasciò Orós per trasferirsi a San Paolo del Brasile per lavorare; lì iniziò anche a giocare per vari club locali come Ituano, Capivariano, Osasco, Oeste de Itápolis, Barretos FC e Noroeste.
Nel 2007, dopo un buon Campeonato Paulista venne mandato in prestito al Figueirense.
Nel 2008, tornò alla società di partenza, e dopo 10 reti nel Paulistão, Otacílio Neto fu messo sotto contratto dal Corinthians per quattro stagioni.